# 중층원양대

중층원양대(mesopelagic zone)는 해저 200~1000m의 깊이에서 이어지는 해수대의 일부로, 유광층과 무광층 사이에 있다. 박광층(薄光層), 약광층이나 미광층 또는 희광층이라고도 불린다.
중층원양대를 관통하는 빛이 있지만, 광합성에는 충분하지 않다. 그 때문에 해조류와 플랑크톤이 살아갈 수는 없다. 이곳은 심해의 시작이라고 볼 수 있다. 우리가 흔히 심해생물이라고 알고 있는 해양생물의 대부분이 이곳에 서식하고, 심해생물 중 덩치가 큰 생물들은 이곳에 주로 서식한다.